# Étang de Scamandre
Pour les articles homonymes, voir Scamandre (homonymie).
L’étang de Scamandre est un étang d'eau douce situé au sud du département du Gard, dans la région Occitanie.

## Présentation
L'étang est situé sur les deux communes de Saint-Gilles et de Vauvert, au cœur de la Petite Camargue. Les hameaux de Franquevaux et de Gallician en sont limitrophes.
À l'origine, l'étang était alimenté en eau douce par le Petit-Rhône. Il est actuellement alimenté par le canal de Beaucaire à Aigues-Mortes qui y amène les eaux du Rhône.
L'étang est couvert de  roselières abritant une faune abondante, en particulier le busard des roseaux et le butor. Le site est généralement réputé pour abriter de très nombreuses espèces de  hérons.

## Gestion et aménagements

### Réserve naturelle régionale
Depuis 1995, les abords de l'étang de Scamandre font l'objet d'aménagements conduits et financés par le Syndicat mixte pour la protection et la gestion de la Camargue gardoise. Cette démarche de valorisation du patrimoine naturel local va de pair avec la création de la Réserve naturelle régionale du Scamandre, qui s'étend le long de la rive sud de l'étang. Plusieurs  sentiers de découverte ont été réalisés au sein de la réserve ; leur accès est réglementé et gratuit, depuis le centre de découverte du Scamandre.
Notons que ce centre accueille également un large public scolaire, dans le cadre de sa mission d'éducation à l'environnement.

### Natura 2000
L'étang de Scamandre fait partie du site Natura 2000 Camargue gardoise fluvio-lacustre.

## Dans la littérature
Jacques Meizonnet a consacré un poème à l'étang en 1825 sous le titre Pouëma au sugié de la salada dé l'estan d'Escamandré situa sus li terraïré de Vouvert et dé San-Gillé, arrivada en l'annada 1825.